# レフィルティム (小惑星)
レフィルティム (4930 Rephiltim) は小惑星帯の小惑星である。パロマー天文台でスティーブン・サルヤーズが発見した。
発見者の娘のレベッカ（Rebecca, 1988年生）、息子のフィリップ（Philip, 1991年生）とティモシー（Timothy, 1995年生）に因んで名付けられた。